# Паршино
Па́ршино (рос. Паршино) — присілок у складі Грязовецького району Вологодської області, Росія. Входить до складу Перцевського сільського поселення.

## Населення
Населення — 43 особи (2010; 63 у 2002).
Національний склад (станом на 2002 рік):
- росіяни — 97 %